# Жумагалиев, Аскар Куанышевич
Аскар Куанышевич Жумагалиев (каз. Асқар Қуанышұлы Жұмағалиев; род. 2 августа 1972, Оренбургская область, РСФСР) — Чрезвычайный и Полномочный Посол Республики Казахстан в Королевстве Нидерландов, Постоянный Представитель Республики Казахстан при Организации по запрещению химического оружия по совместительству (2020 — 2024).

## Биография
Родился 2 августа 1972 года в Оренбургской области, РСФСР.
Закончил Свердловское суворовское военное училище.
Начал учиться в Харьковском высшем военном командном инженерном училище ракетных войск, по специальности «радиоинженер», но в 1992 году, после распада СССР, перевёлся в Казахский национальный технический университет (г. Алма-Ата), закончив его по специальности «Радиосвязь, радиовещание и телевидение».
Получил второе высшее образование по специальности «юриспруденция» в Казахский гуманитарно-юридический университете.
Учился в Федеральной политехнической школе Лозанны (фр. École polytechnique fédérale de Lausanne), где успешно защитил диссертацию по развитию электронного правительства и получил учёную степень «Магистра электронного управления для исполнительной власти» (англ. Executive Master in e-Governance).
Владеет казахским, русским и английским языками.

## Карьера
До поступления на государственную службу, с 1996 по 1998 годы работал в ТОО «Жарык».
С января 2001 года работал в Министерстве транспорта и коммуникаций Республики Казахстан. Прошел путь от начальника Управления государственного надзора в области связи до заместителя председателя Комитета по связи и информатизации.
С момента образования в 2003 году Агентства Республики Казахстан по информатизации и связи работал заместителем председателя, 27 января 2006 года назначен председателем Агентства. В этот период была проведена либерализация рынка телекоммуникаций, повлиявшая на появление альтернативных операторов междугородной и международной связи и снижение тарифов. Запущен портал электронного правительства Архивная копия от 16 марта 2015 на Wayback Machine.
9 октября 2006 года советом директоров АО «Казахтелеком» избран председателем правления АО «Казахтелеком».
В период работы в национальной компании основной упор сделал на внедрение новых технологий связи NGN и CDMA, и принципа без барьерного обслуживания клиентов. Были запущены услуги «ID-TV», «ID-Net», «ID-Phone», а также завершен проект по телефонизации сельской местности.
12 марта 2010 года Указом главы государства назначен министром связи и информации Республики Казахстан.
В этой должности запомнился населению запуском услуг 3G, цифрового спутникового и эфирного телевидения, а также развитием портала электронного правительства и масштабной модернизацией и автоматизацией центров обслуживания населения (ЦОН), которые были переданы ведомству 11 марта 2011 года.
В этот период был также разработан законопроект «О телерадиовещании», начат переход казахстанского телевидения на контент отечественного производства, построен «Казмедиацентр», запущен детский телеканал «Балапан» и разработана концепция информационного канала «24.kz».
21 января 2012 года Указом Президента назначен на пост министра транспорта и коммуникаций. В период его работы были открыты специализированные Центры обслуживания населения для автовладельцев, модернизирована система транспортного контроля и создан ситуационный центр, закрыты стационарные посты, запущены системы взвешивания и автоматического распределения бланков разрешений, а также началась реконструкция автодорог «Астана — Темиртау», «Астана — Павлодар», «Алматы — Капшагай».
Среди других заметных результатов — отмена конкурсов на внутренние рейсы, разработка стандартов предоставления услуг в транспортной отрасли, запуск 4G, снижение тарифов на услуги связи, а также автоматизация государственных услуг и начало проекта MNP. Казахстан поднялся в рейтинге ООН по развитию электронного правительства с 46 (2010 год) по 28 (2014 год).
7 марта 2014 года Указом Президента назначен на пост Председателя Агентства РК по связи и информации. 18 марта 2014 года Указом Президента введен в состав правительства.
13 августа 2014 года назначен вице-министром по инвестициям и развитию РК.
Продолжил заниматься развитием отрасли связи, Центров обслуживания населения и электронного правительства, а также повышением конкурентоспособности казахстанских СМИ. В результате, за
6 мая 2015 года назначен Председателем Правления АО НАК «Казатомпром». Чистая прибыль национальной атомной компании выросла в 3 раза, с 36,5 млрд тенге (в 2015 году) до 108,8 млрд тенге (по итогам 2016 г.), a экономическая добавленная стоимость (EVA) c −27,3 млрд тенге до −6,4 млрд тенге. За последние несколько лет Казатомпром сделал серьёзный шаг в сторону диверсификации производства, приступив совместно с Китайской генеральной ядерно-энергетической корпорацией (CGNPC) к строительству завода по производству ТВС. Предприятие будет иметь гарантированный рынок сбыта продукции на 20 лет вперед.
Также в компании была утверждена новая стратегия, заключен ряд стратегически важных международных соглашений и договоров с партнёрами, в частности, с Cameco (увеличение доли «Казатомпрома» в СП «Инкай» с 40 % до 60 %), с «Росатом» (вывод ЗАО «ЦОУ» на безубыточность), CGNPC (о поставке казахстанских топливных таблеток для китайских компаний до 2024 года) и AREVA (о дальнейшем развитии и повышении эффективной деятельности ТОО "СП «КАТКО»).
В рамках программы трансформации запущены 26 проектов, информационная система «Цифровой рудник» и «Ситуационный центр», зарегистрирована трейдинговая компания «Kazakatom AG», разработана образовательная стратегия, а также принят ряд комплексных мер по повышению эффективности производства, оптимизации технологических процессов, энергосбережения и др.
29 августа 2017 года назначен заместителем премьер-министра Республики Казахстан.
26 декабря 2018 года назначен на должность заместителя премьер-министра — министра оборонной и аэрокосмической промышленности РК.
25 февраля 2019 года назначен министром цифрового развития, оборонной и аэрокосмической промышленности Республики Казахстан. На данном посту проработал до 18 июня 2019 года, после чего сразу возглавил реорганизованное министерство цифрового развития, инноваций и аэрокосмической промышленности.
20 июля 2020 года освобождён от должности министра цифрового развития, инноваций и аэрокосмической промышленности Республики Казахстан.
За период его работы Казахстану удалось подняться в рейтинге ООН по развитию электронного правительства на 10 позиций, с 39 на 29 место.
Доля автоматизированных услуг доведена до 83 %, получение ЭЦП переведено в дистанционный формат, а более 5000 госслужащих перешли на удаленку. В этот период было запущено приложение eGov mobile, цифровые документы, первые «проактивы», телеграм-боты, услуги по QR, интеграционная платформ Smartbridge и многое другое. Государственные органы провели более 1000 интеграций, началась разработка «облачной ЭЦП», портала eGov 3.0, переход сайтов госорганов на единую платформу и мн. другое.
В сфере телекоммуникаций начались 2 масштабных проекта, направленных на обеспечение населения широкополосным интернетом: прокладка 20 тыс. км оптики и установка тысяч базовых станций 3G/4G в самых отдаленных селах.
За этот период было принят более 700 законодательных норм, направленных на совершенствование сферы государственных услуг, развитие отрасли ИКТ, поддержку стартапов, инноваций и т. д. В результате, создано Агентство по защите персональных данных, объём производства электронной промышленности вырос на 35,7 % (2019 год), объём инвестиций в экосистему ИТ вырос до 37 млрд и др.
За 2,5 года реализации «Цифрового Казахстана» общий экономический эффект составил более 800 млрд тг.
30 сентября 2020 года указом президента Республики Казахстан Касым-Жомарта Токаева назначен Чрезвычайным и Полномочным Послом Республики Казахстан в Королевстве Нидерландов, Постоянным Представителем Республики Казахстан при Организации по запрещению химического оружия по совместительству. 6 сентября 2024 года указом Токаева освобожден от обоих должностей.

## Личная жизнь и семья
Женат. Супруга: Мами Айнур Кайраткызы (1979). Воспитывает двоих детей: дочь Мириам (2003), сына Кайсара (2006).

## Награды
| Страна    | Дата | Награда                                          | Награда                                          |
| --------- | ---- | ------------------------------------------------ | ------------------------------------------------ |
| Казахстан | 2005 | Медаль «10 лет Конституции Республики Казахстан» | Медаль «10 лет Конституции Республики Казахстан» |
| Казахстан | 2005 | Звание «Почётный связист»                        | Звание «Почётный связист»                        |
| Казахстан | 2009 | Кавалер ордена Курмет                            | Кавалер ордена Курмет                            |
| Казахстан | 2016 | Кавалер ордена Парасат                           | Кавалер ордена Парасат                           |
| Казахстан | 2018 | Юбилейная медаль «20 лет Астане»                 | Юбилейная медаль «20 лет Астане»                 |